# Ye Rongguang
Ye Rongguang (en xinès simplificat: 叶荣光; nascut el 3 d'octubre de 1963 a Wenzhou, Zhejiang) és un jugador d'escacs xinès que té el títol de Gran Mestre des de 1990, quan va esdevenir el primer Gran Mestre xinès de la història.
Durant més de deu anys, fou l'entrenador de la campiona del món Zhu Chen. Actualment, i després d'haver-se retirat dels escacs actius el 2006, viu als Països Baixos, on ocupa un càrrec a la Societat Fotogràfica Xinesoneerlandesa.

## Resultats destacats en competició
Ye Rongguang va participar en el Torneig Interzonal de Manila de 1990, on hi acabà en el lloc 44è amb 6/13 punts. El mateix any va guanyar el campionat de la Xina. Va assolir el seu màxim Elo el gener de 1991 amb 2545 punts, quan estava situat al 97è lloc de la classificació mundial.
Ye ha participat, representant la Xina, en tres olimpíades d'escacs (1988–92) amb un total de 35 partides jugades: (+19 −5 =11), i dos cops al campionat del món per equips (1985–89) (amb 15 partides jugades: (+8 −5 =2) i va guanyar la medalla de bronze al sisè tauler el 1985. Ye també va competir tres cops al Campionat de l'Àsia per equips (1987, 1991), amb un resultat global, sobre 22 partides, de (+18 −1 =3). Hi va guanyar la medalla d'or per equips els tres cops, i medalles d'or individuals el 1989 i 1991, a més del bronze individual el 1987.